# Tolmerus atripes
Tolmerus atripes là một loài ruồi trong họ Asilidae. Tolmerus atripes được Loew miêu tả năm 1854. Loài này phân bố ở vùng Cổ Bắc giới.